# Punta Grohmann

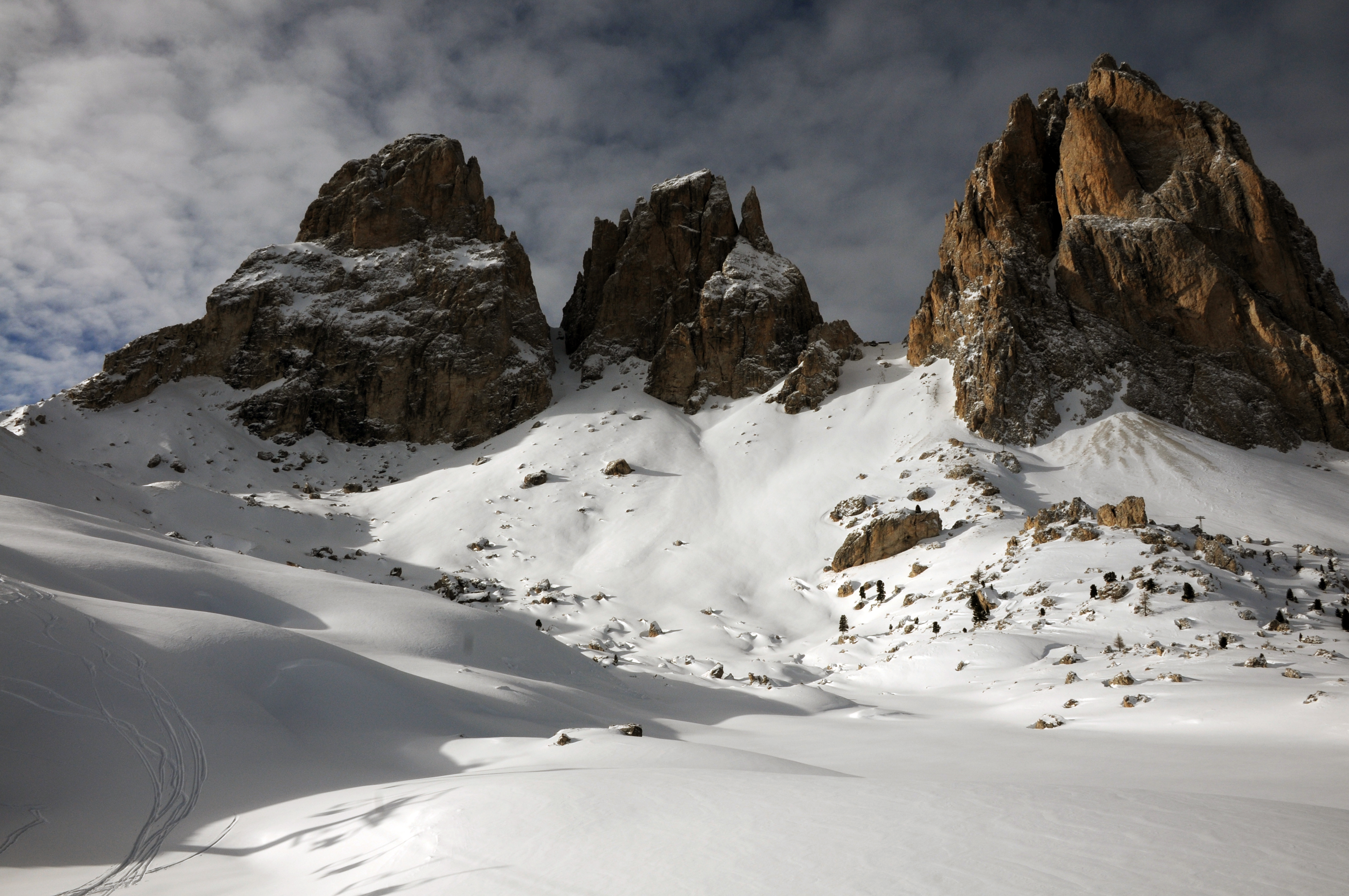
Il gruppo del Sassolungo visto dal passo Sella, a sinistra la punta Grohmann, al centro le Cinque Dita e la forcella del Sassolungo, a destra il Sassolungo.

La Punta Grohmann, detto anche Sasso Levante (Grohmannspitze in tedesco), è una montagna delle Dolomiti, facente parte del Gruppo del Sassolungo, alta 3.126 m.

## Descrizione
Deve il suo nome a Paul Grohmann, il più grande esploratore delle Dolomiti, che però non vi salì mai. Gli fu dedicata nel 1875, quando si chiamava con il vecchio nome Wildspitze (italianizzato nel Ventennio in "Punta Levante").